# Post Malone
Austin Richard Post (Syracuse, Nova York, 4 de juliol de 1995) més conegut com a Post Malone és un cantant de rap estatunidenc, compositor i productor musical.
Nascut a Syracuse, amb nou anys ell i la seva família es van mudar als afores de Dallas. Va ser teloner de Justin Bieber al Purpose World Tour. Posteriorment al llançament de la seua cançó «White Iverson», dedicat al basquetbolista Allen Iverson, va signar un contracte amb la discogràfica Republic Records. Arran de la publicació de l'àlbum Beerbongs & Bentleys superà Drake en el rècord de reproduccions en línia d'un disc en una setmana amb més de 400 milions descàrregues. També va superar els Beatles en nombre de cançons a la vegada al top 20 de Billboard en col·locar fins a nou cançons a la llista.

## Discografia[4]
- Stoney (2016)
- Beerbongs & Bentleys (2018)
- Hollywood's Bleeding (2019)
- Twelve Carat Tootchache (2022)
- Austin (2023)
- F-1 Trillion (2024)